# 생존 게임 (영화)
생존 게임(El Metodo, The Method)은 이탈리아에서 제작된 마르셀로 피네이로 감독의 2005년 드라마 영화이다. 에두아르도 노리에가 등이 주연으로 출연하였고 제라르도 헤르레로 등이 제작에 참여하였다.

## 출연

### 주연
- 에두아르도 노리에가
- 나즈와 님리

### 조연
- 에두아르드 페르난데즈
- 파블로 에카리
- 에르네스토 알테리오
- 나탈리아 베르베케
- 아드리아나 오조레스
- 까르멜로 고메스

## 제작진
- 라인프로듀서: 앨리시아 테레리아